# Флаг Провиденского района
Флаг муниципального образования Провиде́нский муниципальный район Чукотского автономного округа Российской Федерации — опознавательно-правовой знак, служащий официальным символом муниципального образования.

## История
Флаг утверждён 27 декабря 2010 года и подлежит внесению в Государственный геральдический регистр Российской Федерации.
С 2015 года стал испрользоваться как флаг Провиденского городского округа.

## Описание
«Флаг Провиденского муниципального района представляет собой синее полотнище с вертикальным национальным орнаментом по левому краю. Справа в верхнем углу полярная звезда».

## Символика
Синий цвет на флаге означает море, приморское положение территории района.
Национальный орнамент — символизирует уважение традиций.
Полярная звезда символизирует географическое положение, близость территории к северному полярному кругу.